# Stand by Me Doraemon
Stand by Me Doraemon er en japansk 3D-computeranimeret science-fiction komediefilm fra 2014 og er den eneste 3D-animerede film i Doraemon-filmserien . Filmens plot er taget fra forskellige historier i Doraemon manga serien, som dermed skaber en ny fortælling fra da Doraemon og Nobita møder hinanden for første gang, til at Doraemon forlader ham igen. Filmen er instrueret af Ryūichi Yagi og Takashi Yamazaki og blev udgivet i Japan d. 8. august 2014. Siden udgivelsen i Japan, er filmen udgivet i 60 andre lande.
Den 11. december 2019 blev det offentliggjort at en efterfølger: Stand by Me Doraemon 2 udgives d. 7. august 2020.

## Medvirkende
- Wasabi Mizuta som Doraemon
- Megumi Ohara som Nobita
- Satoshi Tsumabuki som den voksne Nobita
- Yumi Kakazu som Shizuka
- Subaru Kimura som bøllen Gian
- Seki Tomokazu som Suneo
- Kotono Mitsuishi som Nobitas mor
- Yasunori Matsumoto som Nobitas far
- Miyako Takeuchi som Gians mor
- Sachi Matsumoto som Sewashi, Nobitas tipoldebarn
- Vanilla Yamazaki som Jaiko, Gians lillesøster
- Shihoko Hagino som Dekisugi
- Wataru Takagi som læreren
- Aruno Tahara som Shizukas far